# Вороново (Дмитровський міський округ)
Во́роново (рос. Вороново) — село у складі Дмитровського міського округу Московської області, Росія.

## Населення
Населення — 12 осіб (2010; 8 у 2002).
Національний склад (станом на 2002 рік):
- росіяни — 100 %